# SUPER EIGHT 超DOME TOUR 二十祭
『SUPER EIGHT 超DOME TOUR 二十祭』（スーパーエイト スーパードームツアー にじゅっさい）は、2024年12月7日から2025年1月13日にかけて開催されたSUPER EIGHTのデビュー20周年記念ライブツアー。『超DOME TOUR 二十祭』（スーパードームツアー にじゅっさい）のタイトルで、2025年7月16日にINFINITY RECORDSから24枚目のライブBlu-ray/DVDとして発売された。

## 概要

### ライブツアー
- 本ツアーは、2024年12月7日から2025年1月13日にかけて全国3都市のドーム会場で全8公演・計38万人を動員した、デビュー20周年記念のドームツアーである[12][13][14][15][16][17][22][23]。
  - 本ツアーをもって、ドーム会場での公演数が計151回、東京ドームでの単独公演数が44回、歴代のライブの総動員数が1,170万人を突破した[24][25]。
  - なお、デビュー20周年を記念した本ツアーの千秋楽である京セラドーム大阪公演は、ライブ当日（2025年1月13日）が「成人式」が行われる成人の日である[15][16][17][26]。
- 本ツアーの開催は、関ジャニ∞名義で2023年に開催された野外ライブ『KANJANI∞ 20FES 〜前夜祭〜』にて発表された[27][28][29]。
- SUPER EIGHTは、デビュー20周年イヤーとして、各種サブスクリプションサービスでの楽曲の解禁、「SUPER EIGHT」への改名、音楽フェスティバル『EIGHT-JAM FES』やアリーナツアー『超アリーナツアー2024 SUPER EIGHT』、KAMIGATA BOYZによる合同ライブ『KAMIGATA BOYZ DREAM IsLAND 2024 〜やっぱこの街好っきゃねん〜』の開催、グループ史上初のセルフタイトル・アルバム『SUPER EIGHT』の発売など、様々なことを行ってきたが、本ツアーはそのデビュー20周年イヤーを締めくくるツアーとなっている[13][24]。
- 本ツアーでは、デビュー曲から始まり、人気曲からカップリングやアルバム曲、ライブのために書き下ろした新曲、音源化されていないソロ・ユニット曲、過去のツアーの演出の再現や過去曲のリアレンジなど、20周年を感じさせるような幅広いジャンルの全48曲が披露された[30][31]。
  - 本ツアーの東京・東京ドーム公演3日目（2024年12月23日開催）と千秋楽である大阪・京セラドーム大阪公演3日目（2025年1月13日開催）のみ、Wアンコールとして「無限大」が追加披露され、同曲を含めた過去最多の全49曲が披露された[15][16][17][32][30][33]。
- 千秋楽公演の公演時間は、グループとしてだけでなく事務所所属アーティストとしても史上最長となる約4時間10分となった[22]。
- 本ツアーの会場限定グッズ「感謝=バッジ」では、AR技術を用いた「Always togetheR」が導入された[34][35]。
- 本ツアーのCDおよび映像作品販売ブースにて、SUPER EIGHTのCD（シングル・アルバム）またはBlu-ray[注 5]をいずれか1点購入するごとに「超×感謝=∞ クリアファイル」（各会場限定絵柄）が1枚配布された[36][37][38]。
- 本ツアーの終了後、Apple MusicおよびSpotifyでは2025年1月13日より、SUPER EIGHTアプリ、LINE MUSIC、Amazon Music、AWAでは同年1月15日より、「ENCORE ‐ SUPER EIGHT/AFTER THE SHOW」と題した、本ツアーの千秋楽公演のセットリスト[注 6]のプレイリストが公開された[39][15][16][40]。
  - このうち、Spotifyでは同年2月13日より横山・村上・丸山による振り返りトークが配信された[16][41]。
  - また、同年1月17日には、スマートフォンアプリ『Stationhead』にて、このプレイリスト[注 7]を使用して楽曲を聴きながら、リアルタイムでチャットに参加することができるオンラインイベント『「SUPER EIGHT 超DOME TOUR 二十祭」Stationheadリスニングパーティー』が開催された[42]。

### 映像作品
- 本作は完全生産限定盤、初回限定盤、通常盤（各Blu-ray/DVD）の6形態で発売。
- 本作には、2025年1月13日に開催された千秋楽公演である大阪・京セラドーム大阪公演の模様を収録[18][19][20][21]。
- 本作の全形態のライブ本編と特典映像の総収録時間は過去最長の14時間を超えている[43]。
- 完全生産限定盤・初回限定盤には特典映像を収録した特典Blu-ray/DVDを付属。
  - 完全生産限定盤・初回限定盤共通で、全12曲のマルチアングルを収録[19][20][21]。
  - 完全生産限定盤には、本ツアーのメイキング映像「"超"Behind the scenes」のほか、「軌跡とキセキ」と「四十路少年」の各公演のダイジェスト映像や、「10年後の今日の日も」の披露時のやり取りをまとめた「#まだサンタって決まったわけじゃないから SUPERダイジェスト」を収録[19][20][21][43]。
  - 初回限定盤には、本編収録公演以外の各公演のMCダイジェストのほか、ツアーの初日公演である福岡・みずほPayPayドーム福岡の1日目（2024年12月7日開催）と、千秋楽公演以外で唯一Wアンコールを行った東京・東京ドーム公演の3日目（2024年12月23日開催）のダイジェスト映像を収録[19][20][21]。
- 本作の完全生産限定盤には、配信限定シングルとしてリリースされた「LIFE GOES ON」を収録した特典CDと、同曲のミュージック・ビデオとメイキング映像を収録した特典Blu-ray/DVDを「カラージュエルケース」に付属[19][20][21]。
- 本作と前作『超ARENA TOUR 2024 SUPER EIGHT』の各通常盤に付属の『SUPER EIGHTアプリ』にシリアルコードを両方登録すると、2タイトル同時購入者特典として、スペシャル動画コンテンツ『SUPER EIGHTの"ブチ★I GOT IT集会"』が2025年8月8日に配信予定[44]。
- 本作の全形態に付属している『SUPER EIGHTアプリ』のシリアルコードを、SUPER EIGHTのデビュー20周年を記念して2024年7月から2025年1月まで実施されていた大阪・御堂筋線の全20駅にポスターを掲載するプロジェクト「SUPER EIGHT MIDOUSU-JACK」の特設ページに登録すると、同プロジェクトのうち、最後の掲載となった本ツアーの全20枚のポスターデータがダウンロード可能となっている[45]。
- 本作の全形態に付属している『SUPER EIGHTアプリ』のシリアルコードを登録すると、各形態ごとに本ツアーのライブ前後のメモリアルフォト『"二十祭"メモリアルフォト』がアプリの商品ページ内に追加される仕様となっている[45]。

#### 各形態概要
| 特典内容                                             | 形態           |
| ---------------------------------------------------- | -------------- |
| 特典Blu-ray/DVD（詳細は「#完全生産限定盤」を参照）   | 完全生産限定盤 |
| 超×感謝=∞パッケージ仕様                              | 完全生産限定盤 |
| デジパックサイズライブフォトカード（20枚、カード式） | 完全生産限定盤 |
| お家de二十祭 ペーパースタンド（2枚）                 | 完全生産限定盤 |
| イッツ マイ カード（1枚）                            | 完全生産限定盤 |
| カラージュエルケース                                 | 完全生産限定盤 |
| 特典Blu-ray/DVD（詳細は「#初回限定盤」を参照）       | 初回限定盤     |
| SUPERフォトコレクションパッケージ仕様                | 初回限定盤     |
| 中綴じブックレット（20P×6冊：個人5冊・集合1冊）      | 初回限定盤     |
| ポスター型歌詞カード                                 | 全形態         |

| 特典内容                                            | 形態           |
| --------------------------------------------------- | -------------- |
| "二十祭"メモリアルフォト（開演前金袴ver.）          | 完全生産限定盤 |
| "二十祭"メモリアルフォト（サインver.）              | 初回限定盤     |
| "二十祭"メモリアルフォト（終演後ライブTシャツver.） | 通常盤         |

## ツアーの経緯

### 2023年
- 9月9日、デビュー20周年記念ライブの前夜祭となる野外ライブ公演『KANJANI∞ 20FES 〜前夜祭〜』にて、アリーナツアー[注 9]の開催と共に、2024年に本ドームツアーを開催することが発表された[27][28][29]。

### 2024年
- 2月4日、「SUPER EIGHT」への改名と同時に、「2024年に開催予定」とされていた本ツアーが同年12月より開催されることが発表された[46][47][48][49]。
- 8月8日、本ツアーの正式なタイトルが『SUPER EIGHT 超DOME TOUR 二十祭』であることや、本ツアーの詳細な開催日程・会場が発表された[12][13][14]。
- 11月3日、本ツアーのロゴが発表された[50][51][52]。
- 11月8日、本ツアーのグッズのオンラインストアでの販売が開始された[53][54]。
- 12月1日、本ツアーに向けて制作された楽曲「LIFE GOES ON」が配信限定シングルとしてリリースされた[55][56][57]。
- 12月3日、本ツアーの会場即売の実施や即売購入者の特典が発表された[36]。
- 12月7日 - 2025年1月13日、本ツアーが全国3か所、計8公演で開催された[12][13][14]。

### 2025年
- 1月13日より、Apple MusicとSpotifyから始まり、各種サブスクリプションサービスにて順次「ENCORE ‐ SUPER EIGHT/AFTER THE SHOW」と題した、本ツアーの千秋楽公演のセットリスト[注 6]のプレイリストが公開された[39][15][16][40]。
- 1月13日より、アルバム『SUPER EIGHT』の発売時から始まった、大阪・御堂筋線の全20駅にて、SUPER EIGHTのポスターを掲載する「SUPER EIGHT MIDOUSU-JACK」プロジェクトの第3弾にして最後の掲載（同年1月31日まで）が始まり、同年1月18日の時点で全20駅の掲載が完了した[58][59]。
- 1月17日、スマートフォンアプリ『Stationhead』にて、千秋楽・京セラドーム大阪公演のセットリスト[注 6]をプレイリストで聴きながら、リアルタイムでチャットに参加することができるオンラインイベント『「SUPER EIGHT 超DOME TOUR 二十祭」Station Headリスニングパーティー』が開催された[42]。
- 2月4日
  - 本ツアーが同年夏にライブ映像作品[注 10]として発売されることが発表された[60][61][62][63]。
  - 本作の映像を使用した「LIFE GOES ON」のハイライトムービーが公開された[64]。
- 2月13日、Spotifyにて横山・村上・丸山による振り返りトークが配信された[41]。
- 5月13日、本作の発売日や収録内容が発表された[19][20][21]。
- 5月15日、本作の本編映像から「四十路少年」のライブ映像が公開された[65]。
- 6月13日より、本作の発売を記念し、スマートフォンアプリ『Stationhead』にて、二十週連続でリスニングパーティーが開催予定[66][注 6]。
- 6月16日、本作のジャケット写真と総収録時間が発表された[43]。
- 6月28日、本作のパッケージ仕様と、完全生産限定盤に封入されているグッズの詳細が公開された[67]。
- 7月5日、本作の『SUPER EIGHTアプリ』特典の詳細が公開された[45]。
- 7月7日より、全国の駅や店舗、テレビCMやSNS上の広告にて、本作のSPOT映像が順次放映された[68]。
- 7月9日、本作の本編映像から「Jackhammer」のライブ映像が公開された[69][70][71]。
- 7月10日、本作の完全生産限定盤と初回限定盤に収録されている特典映像のティザー映像が公開された[72]。
- 7月15日 - 21日、本作の発売を記念し、全国15都市・16店舗のタワーレコードにて、本ツアーでメンバーが着用した衣装・計40点を各地で展示する衣装展『超衣装展〜フクイッパイ〜』が開催された[73]。同時に、10店舗限定で特大顔はねパネル『今日から君もSUPER EIGHT』や、全店舗にてメンバーを模したぬいぐるみの用の顔はめパネル『ぬい達の晴れ姿』も設置された[73]。
- 7月16日、本ツアーのライブ映像やマルチアングル、MCダイジェスト、メイキング映像、配信限定シングル『LIFE GOES ON』のパッケージ作品などを収録した24thライブBlu-ray/DVD『超DOME TOUR 二十祭』が発売された[19][20][21]。
- 8月8日、本作と前作『超ARENA TOUR 2024 SUPER EIGHT』の各通常盤に付属の『SUPER EIGHTアプリ』の同時購入者特典であるスペシャル動画コンテンツ『SUPER EIGHTの"ブチ★I GOT IT集会"』が配信予定[44]。

## 公演日程
| 年     | 月   | 日   | 開演時間 | 会場                             |
| ------ | ---- | ---- | -------- | -------------------------------- |
| 2024年 | 12月 | 7日  | 18:00    | みずほPayPayドーム福岡（福岡県） |
| 2024年 | 12月 | 8日  | 16:00    | みずほPayPayドーム福岡（福岡県） |
| 2024年 | 12月 | 21日 | 18:00    | 東京ドーム（東京都）             |
| 2024年 | 12月 | 22日 | 17:00    | 東京ドーム（東京都）             |
| 2024年 | 12月 | 23日 | 16:00    | 東京ドーム（東京都）             |
| 2025年 | 1月  | 11日 | 18:00    | 京セラドーム大阪（大阪府）       |
| 2025年 | 1月  | 12日 | 17:00    | 京セラドーム大阪（大阪府）       |
| 2025年 | 1月  | 13日 | 17:00    | 京セラドーム大阪（大阪府）       |

## 販売形態
- 発売日：2025年7月16日
  - 完全生産限定盤（LCXA-5260~5265：5Blu-ray+CD）
    - 5.1chサラウンド（本編映像、マルチアングルのみ）。
    - 超×感謝=∞パッケージ仕様。
    - 『デジパックサイズライブフォトカード』（20枚、カード式）封入。
    - 『お家de二十祭 ペーパースタンド』（2枚）封入。
    - 『イッツ マイ カード』（1枚）封入。
    - 『カラージュエルケース』封入。
      - Disc 1は配信限定シングルとしてリリースされていた「LIFE GOES ON」が収録されたCD、Disc 2は同曲のミュージック・ビデオとメイキング映像が収録されたBlu-rayとなっている。

    - 『ポスター型歌詞カード』封入。

  - 完全生産限定盤（LCBA-5240~5246：6DVD+CD）
    - 超×感謝=∞パッケージ仕様。
    - 『デジパックサイズライブフォトカード』（20枚、カード式）封入。
    - 『お家de二十祭 ペーパースタンド』（2枚）封入。
    - 『イッツ マイ カード』（1枚）封入。
    - 『カラージュエルケース』封入。
      - Disc 1は配信限定シングルとしてリリースされていた「LIFE GOES ON」が収録されたCD、Disc 2は同曲のミュージック・ビデオとメイキング映像が収録されたDVDとなっている。

    - 『ポスター型歌詞カード』封入。

  - 初回限定盤（LCXA-5266~5269：4Blu-ray）
    - 5.1chサラウンド（本編映像、マルチアングルのみ）。
    - SUPERフォトコレクションパッケージ仕様。
    - 『中綴じブックレット』（20P×6冊：個人5冊・集合1冊）封入。
    - 『ポスター型歌詞カード』封入。

  - 初回限定盤（LCBA-5547~5551：5DVD）
    - SUPERフォトコレクションパッケージ仕様。
    - 『中綴じブックレット』（20P×6冊：個人5冊・集合1冊）封入。
    - 『ポスター型歌詞カード』封入。

  - 通常盤（LCXA-5270~5271：2Blu-ray）
    - 5.1chサラウンド。
    - 『ポスター型歌詞カード』封入。

  - 通常盤（LCBA-5552~5554：3DVD）
    - 『ポスター型歌詞カード』封入。

## チャート成績
- オリコンチャート
  - 2025年7月15日付の「オリコンデイリー DVDランキング」で初登場1位を獲得した[1]。
  - 2025年7月15日付の「オリコンデイリー Blu-rayランキング」で初登場1位を獲得した[2]。
  - 2025年7月15日付の「オリコンデイリー ミュージックDVDランキング」で初登場1位を獲得した[3]。
  - 初週140,228枚を売り上げ、2025年7月28日付の「オリコン週間 ミュージックDVD・Blu-rayランキング」で週間1位を獲得した[4][5]。
    - 15作連続、通算15作目のミュージックDVD・Blu-ray1位獲得、および映像3部門の同時1位獲得となった[4]。

  - 初週34,966枚を売り上げ、2025年7月28日付の「オリコン週間 DVDランキング」で週間1位を獲得した[4][6]。
  - 初週105,262枚を売り上げ、2025年7月28日付の「オリコン週間 Blu-rayランキング」で週間1位を獲得した[4][7]。
  - 初週34,966枚を売り上げ、2025年7月28日付の「オリコン週間 ミュージックDVDランキング」で週間1位を獲得した[8]。
  - 初週105,262枚を売り上げ、2025年7月28日付の「オリコン週間 ミュージックBlu-rayランキング」で週間1位を獲得した[9]。
- SoundScan Japan
  - 累計149,512枚を売り上げ、2025年7月度「音楽ビデオ・チャート」で月間1位を獲得した[10]。

## 収録内容

### 本編映像（セットリスト）
- 出典[32][33][75]を参照。
- 「Do you agree?」から「Heavenly Psycho」、「10年後の今日の日も」、「ツブサニコイ」から「LIFE〜目の前の向こうへ〜」の計10曲はバンドスタイルで披露された[32][24][76][注 11]。
- 完全生産限定盤・初回限定盤のBlu-rayは、Disc 1にM-1〜20、Disc 2にM-21〜34、Disc 3にM-35以降を収録[43]。
- 完全生産限定盤・初回限定盤のDVDは、Disc 1にM-1〜24、Disc 2にM-25〜35、Disc 3にアンコール以降を収録[43]。
- 通常盤のBlu-rayは、Disc 1にM-1〜27、Disc 2にM-28以降を収録[43]。
- 通常盤のDVDは、Disc 1にM-1〜20、Disc 2にM-21〜34、Disc 3にM-35以降を収録[43]。

1. 浪花いろは節
2. NOROSHI
3. キング オブ 男!
4. 無責任ヒーロー
5. あおっぱな
6. ズッコケ男道
7. Jackhammer
8. 浮世踊リビト
9. アカイシンキロウ
10. モノグラム
11. 夢列車

〈ジュニアコーナー〉
1. Reach for the sky
2. ワイルド アット ハート

1. Kicyu / 横山裕・安田章大
2. だってアイドルだもん!! / 大倉忠義
作詞：大倉忠義
作曲：大西省吾
3. Do you agree?
4. 強情にGO!
5. Heavenly Psycho
6. ワッハッハー
7. イッツ マイ ソウル
8. Cool magic city

〈MC〉
1. 10年後の今日の日も（アコースティックver.）
2. SUPER ∞o'clock
3. "超"前向きスクリーム!
4. 四十路少年
5. YOU CAN SEE / 村上信五・丸山隆平
6. Water Drop
7. WASABI
8. Sorry Sorry love
9. 大阪ロマネスク
10. ツブサニコイ
11. High Spirits
12. 象
13. ズッコケ男道
14. "超"勝手に仕上がれ
15. LIFE〜目の前の向こうへ〜
16. LIFE GOES ON

〈アンコール〉
1. 〈メドレー〉
  1. パノラマ
  2. なぐりガキBEAT
  3. へそ曲がり
  4. Wonderful World!!
  5. T.W.L
  6. 関風ファイティング
  7. 旅人
  8. DREAMIN' BLOOD
  9. 大阪レイニーブルース
  10. CloveR
  11. がむしゃら行進曲
  12. 急☆上☆Show!!
2. 軌跡とキセキ

〈Wアンコール〉
1. 無限大

〈エンドロール〉
- 完全生産限定盤・初回限定盤
  - LIFE GOES ON "二十祭" Remix
- 通常盤
  - 軌跡とキセキ ver

### 特典映像

#### 完全生産限定盤
- Blu-rayは、マルチアングルをDisc 1〜3、「軌跡とキセキ」と「四十路少年」のSUPERセレクションをDisc 3、「"超"Behind the scenes」と「#まだサンタって決まったわけじゃないから SUPERダイジェスト」をDisc 4、「LIFE GOES ON」のMusic ClipとBehind the scenesをDisc 5[注 14]に収録。
- DVDは、マルチアングルをDisc 3・4、「軌跡とキセキ」と「四十路少年」のSUPERセレクションをDisc 3、「"超"Behind the scenes」と「#まだサンタって決まったわけじゃないから SUPERダイジェスト」をDisc 5、「LIFE GOES ON」のMusic ClipとBehind the scenesをDisc 6[注 14]に収録。

| #         | タイトル                                                      | 作詞   | 作曲・編曲 | 時間   |
| --------- | ------------------------------------------------------------- | ------ | ---------- | ------ |
| 1.        | 「マルチアングル」                                            |        |            | 179:16 |
| 2.        | 「軌跡とキセキ」(SUPERセレクション)                           |        |            | 28:26  |
| 3.        | 「四十路少年」(SUPERセレクション)                             |        |            | 24:06  |
| 4.        | 「#まだサンタって決まったわけじゃないから SUPERダイジェスト」 |        |            | 22:52  |
| 5.        | 「"超"Behind the scenes」                                     |        |            | 128:16 |
| 6.        | 「LIFE GOES ON」(Music Clip)                                  |        |            | 5:02   |
| 7.        | 「LIFE GOES ON」(Making)                                      |        |            | 18:04  |
| 合計時間: | 合計時間:                                                     | 406:02 |            |        |

| #         | タイトル                             | 作詞   | 作曲・編曲 | 時間  |
| --------- | ------------------------------------ | ------ | ---------- | ----- |
| 1.        | 「Jackhammer」                       |        |            | 15:20 |
| 2.        | 「アカイシンキロウ」                 |        |            | 15:15 |
| 3.        | 「モノグラム」                       |        |            | 15:25 |
| 4.        | 「Kicyu」(横山裕・安田章大)          |        |            | 11:39 |
| 5.        | 「だってアイドルだもん!!」(大倉忠義) |        |            | 6:49  |
| 6.        | 「YOU CAN SEE」(村上信五・丸山隆平)  |        |            | 8:38  |
| 7.        | 「WASABI」                           |        |            | 13:50 |
| 8.        | 「Sorry Sorry love」                 |        |            | 15:45 |
| 9.        | 「ツブサニコイ」                     |        |            | 19:50 |
| 10.       | 「High Spirits」                     |        |            | 9:25  |
| 11.       | 「LIFE〜目の前の向こうへ〜」         |        |            | 22:15 |
| 12.       | 「LIFE GOES ON」                     |        |            | 25:05 |
| 合計時間: | 合計時間:                            | 179:16 |            |       |

#### 初回限定盤
- Blu-rayは、マルチアングルをDisc 1〜3、「いいとこ採り二十祭@みずほPayPayドーム福岡 [Day1]」をDisc 3、「いいとこ採り二十祭@東京ドーム [Day3]」と「MCダイジェスト」をDisc 4に収録。
- DVDは、マルチアングルをDisc 3〜5、「MCダイジェスト」をDisc 3、「いいとこ採り二十祭@みずほPayPayドーム福岡 [Day1]」をDisc 4、「いいとこ採り二十祭@東京ドーム [Day3]」をDisc 5に収録。

| #         | タイトル                                               | 作詞   | 作曲・編曲 | 時間   |
| --------- | ------------------------------------------------------ | ------ | ---------- | ------ |
| 1.        | 「マルチアングル」                                     |        |            | 179:16 |
| 2.        | 「MCダイジェスト」(@福岡・東京・大阪)                  |        |            | 74:05  |
| 3.        | 「いいとこ採り二十祭」(@みずほPayPayドーム福岡 [Day1]) |        |            | 56:30  |
| 4.        | 「いいとこ採り二十祭」(@東京ドーム [Day3])             |        |            | 83:46  |
| 合計時間: | 合計時間:                                              | 393:37 |            |        |

| #         | タイトル                             | 作詞   | 作曲・編曲 | 時間  |
| --------- | ------------------------------------ | ------ | ---------- | ----- |
| 1.        | 「Jackhammer」                       |        |            | 15:20 |
| 2.        | 「アカイシンキロウ」                 |        |            | 15:15 |
| 3.        | 「モノグラム」                       |        |            | 15:25 |
| 4.        | 「Kicyu」(横山裕・安田章大)          |        |            | 11:39 |
| 5.        | 「だってアイドルだもん!!」(大倉忠義) |        |            | 6:49  |
| 6.        | 「YOU CAN SEE」(村上信五・丸山隆平)  |        |            | 8:38  |
| 7.        | 「WASABI」                           |        |            | 13:50 |
| 8.        | 「Sorry Sorry love」                 |        |            | 15:45 |
| 9.        | 「ツブサニコイ」                     |        |            | 19:50 |
| 10.       | 「High Spirits」                     |        |            | 9:25  |
| 11.       | 「LIFE〜目の前の向こうへ〜」         |        |            | 22:15 |
| 12.       | 「LIFE GOES ON」                     |        |            | 25:05 |
| 合計時間: | 合計時間:                            | 179:16 |            |       |

| #         | タイトル                             | 作詞  | 作曲・編曲 | 時間 |
| --------- | ------------------------------------ | ----- | ---------- | ---- |
| 1.        | 「浪花いろは節」                     |       |            | 1:57 |
| 2.        | 「NOROSHI」                          |       |            | 3:14 |
| 3.        | 「キング オブ 男!」                  |       |            | 2:45 |
| 4.        | 「無責任ヒーロー」                   |       |            | 3:50 |
| 5.        | 「あおっぱな」                       |       |            | 2:37 |
| 6.        | 「ズッコケ男道」                     |       |            | 3:40 |
| 7.        | 「Jackhammer」                       |       |            | 2:29 |
| 8.        | 「浮世踊リビト」                     |       |            | 1:56 |
| 9.        | 「アカイシンキロウ」                 |       |            | 3:04 |
| 10.       | 「モノグラム」                       |       |            | 3:02 |
| 11.       | 「夢列車」                           |       |            | 3:05 |
| 12.       | 「Kicyu」(横山裕・安田章大)          |       |            | 3:50 |
| 13.       | 「だってアイドルだもん!!」(大倉忠義) |       |            | 3:22 |
| 14.       | 「Do you agree?」                    |       |            | 3:05 |
| 15.       | 「強情にGO!」                        |       |            | 2:54 |
| 16.       | 「Heavenly Psycho」                  |       |            | 2:45 |
| 17.       | 「YOU CAN SEE」(村上信五・丸山隆平)  |       |            | 2:52 |
| 18.       | 「LIFE GOES ON」                     |       |            | 5:04 |
| 合計時間: | 合計時間:                            | 56:30 |            |      |

| #         | タイトル                     | 作詞  | 作曲・編曲 | 時間 |
| --------- | ---------------------------- | ----- | ---------- | ---- |
| 1.        | 「浪花いろは節」             |       |            | 1:55 |
| 2.        | 「NOROSHI」                  |       |            | 3:15 |
| 3.        | 「キング オブ 男!」          |       |            | 2:42 |
| 4.        | 「無責任ヒーロー」           |       |            | 3:50 |
| 5.        | 「あおっぱな」               |       |            | 2:37 |
| 6.        | 「ズッコケ男道」             |       |            | 3:41 |
| 7.        | 「Jackhammer」               |       |            | 2:29 |
| 8.        | 「浮世踊リビト」             |       |            | 1:56 |
| 9.        | 「アカイシンキロウ」         |       |            | 3:05 |
| 10.       | 「モノグラム」               |       |            | 3:02 |
| 11.       | 「夢列車」                   |       |            | 3:06 |
| 12.       | 「Water Drop」               |       |            | 3:06 |
| 13.       | 「WASABI」                   |       |            | 2:46 |
| 14.       | 「Sorry Sorry love」         |       |            | 3:11 |
| 15.       | 「大阪ロマネスク」           |       |            | 6:51 |
| 16.       | 「ツブサニコイ」             |       |            | 3:48 |
| 17.       | 「High Spirits」             |       |            | 1:48 |
| 18.       | 「象」                       |       |            | 2:50 |
| 19.       | 「ズッコケ男道」             |       |            | 3:33 |
| 20.       | 「"超"勝手に仕上がれ」       |       |            | 4:44 |
| 21.       | 「LIFE〜目の前の向こうへ〜」 |       |            | 4:24 |
| 22.       | 「LIFE GOES ON」             |       |            | 5:01 |
| 23.       | 「無限大」                   |       |            | 3:14 |
| 合計時間: | 合計時間:                    | 83:46 |            |      |

#### 通常盤
- 本作と前作『超ARENA TOUR 2024 SUPER EIGHT』の同時購入特典[44]。

| #  | タイトル                             | 作詞 | 作曲・編曲 |
| -- | ------------------------------------ | ---- | ---------- |
| 1. | 「SUPER EIGHTの"ブチ★I GOT IT集会"」 |      |            |

### 特典CD（完全生産限定盤）
| #         | タイトル         | 作詞 | 作曲・編曲 | 時間 |
| --------- | ---------------- | ---- | ---------- | ---- |
| 1.        | 「LIFE GOES ON」 |      |            | 4:57 |
| 合計時間: | 合計時間:        | 4:57 |            |      |

## 演出

### セットリスト・構成
本ツアーの演出・構成は大倉が担当し、セットリストも大倉が中心となって作成された。
本ツアーは、SUPER EIGHTの歴史を今まで応援してきたファン、そしてこれから応援するファンの方に向けた演出で二幕構成で行われた。
SUPER EIGHTは周年がとても多いグループであり、周年の度にファンからアンケートを募り、ランキングを作成して披露することが多かったため、そのアンケートで多く名前が挙がっていた楽曲や、歴代のライブ映像を大倉が自ら最初の作品から全て見直し、大倉が強く印象に残った楽曲やシーンを集めたセットリストになっている。
本ツアーでは7人体制の楽曲も多く披露されたが、大倉は「7人ではできたけど、5人では…」という楽曲にも挑戦し、それを「アップデートできたような感覚」と語っている。
また、丸山いわく、アリーナツアーの終わりあたりで大倉から「20周年（のドームツアー）はストイックなセットリストになると思うので、ある程度覚悟して、体力を作っていただけると幸いです」と言われたといい、実際に「今までのEIGHTの歴史の中でも一番踊っている」と丸山は語っている。
本ツアーでは、エイトレンジャーやCANDY EIGHTなどのSUPER EIGHTが扮する歴代のキャラクターのコーナーが無かったのにもかかわらず過去最長のライブ公演時間となっているが、大倉は「エイトレンジャーとかCANDY EIGHTとか、今までいろいろメンバーが考えてくれたものとか、もっと入れられるはず」とも語っている。

### 本編
本ツアーのライブグッズにペンライトがラインナップされていないため、大倉が事前にSNSで「ペンライトは好きな時代の好きなもので会場を埋めてほしい」と発信しており、会場には様々な時代のペンライトで埋めつくされた。
オープニングムービーは宇宙が舞台となっており、壮大な宇宙にある転送装置から送り込まれたかのように、そびえ立つビル群を思わせるメインステージの巨大モニターでもある舞台セットの頂上に5人が派手なゴールドの袴姿で登場した。
本ツアーの1曲目は、関ジャニ∞としてのデビュー曲「浪花いろは節」が披露された。これは、レコード会社の屋上で行われた当時のデビュー会見を彷彿させる演出となっていた。
「NOROSHI」では、背後のステージのビジョンに旧グループ名「関ジャニ∞」という文字が映し出され、和太鼓の音に合わせてタイトルにちなみ花火や炎に包まれ、続く「キング オブ 男!」で、その文字が現グループ名「SUPER EIGHT」に変わり、「グループ名が生まれ変わる」「旧グループ名を昇華させる」というような演出となっていた。なお、この演出について大倉は本ツアーの挨拶にて、「一つの言葉のチョイスで俺らの思いが電波や携帯を通してだと伝えられない時代です。だからステージでちゃんと伝えたかった。何もねじ曲がった思いはなく、僕らがやってきた1個1個の仕事を、この名前（関ジャニ∞）が大きくなればと思ってやってきた日々がうそになるのが嫌でした。8人で頑張ってきたこの日々は、うそじゃなかったと思っています」と説明した。
前半の「ズッコケ男道」では、2007年に開催された47都道府県ツアー『全国47都道府県 完全制覇!! 関ジャニ∞ えっ!ホンマ!?ビックリ!! TOUR 2007』のオープニング衣装である特攻服を着用し、同ツアーでも使用したポケットバイクに乗って会場中を駆け回る演出が再現された。また、この特攻服はツアー当時のものだといい、大倉の背中には当時出演していたドラマのタイトル「必殺仕事人」などといった、各々の刺繍が施されている。
本ツアーでは、4thアルバム『8UPPERS』の特典DVDに収録された長編音楽映画『8UPPERS FEATURE MUSIC FILM』の衣装を着用した2010年のライブツアー『KANJANI∞ LIVE TOUR 2010→2011 8UPPERS』の演出が再現された。まず、『8UPPERS』のロゴと共に、メンバーがタイトな黒いスーツに身を包んだ始末屋の映像が映し出された。次に、「Jackhammer」では、当時メンバーだった錦戸亮が行っていた「ステージ上でたばこに火を点け、床に叩きつけるように投げ捨て、ステージから炎が上がる演出」を、約14年ぶりに横山裕が受け継いで披露した。
前半の中盤では、2009年に発表され、本ツアー時点で音源化されていない横山と安田章大のユニット曲「Kicyu」（作詞：横山、作曲：安田）が披露された。本ツアーでは安田がグリーンのトレーナー、横山がピングのジャージといった、初披露のツアー『関ジャニ∞ TOUR 2009 PUZZLE』（2009年）当時の衣装をオマージュした新衣装を着用し、当時の振付で楽曲が再現された。
また、2008年開催のソロライブ以降一度も披露されず、本ツアー時点で音源化も映像化もされていない大倉忠義のソロ曲「だってアイドルだもん!!」が約16年ぶりに披露された。同曲が披露された大倉のソロライブのグッズとして誕生した、「大倉」の文字がプリントされたクマのぬいぐるみ「オオクマ」のビッグサイズが沢山のクマのぬいぐるみと共にステージ上に用意され、大倉は当時と同様に緑色のチェック柄のパジャマの衣装で登場した。さらに、モニターに映し出される大倉には、カメラアプリのエフェクトのようなクマのエフェクトが付けられた。
前半のバンドスタイルでは、安田のギターソロと丸山のベースソロからセッションが始まり、そのままデビュー前からの人気曲「Do you agree?」や「強情にGO!」、「Heavenly Psycho」といった、近年のライブのセットリストにはあまり入っていないようなデビュー初期の楽曲が披露された。このうち、「Do you agree?」と「強情にGO!」では、バックステージ上に大倉のドラムが置かれ、ギターおよびベースの横山・安田・丸山のほか、村上がショルダーキーボードを使用し、4人が花道を歩きながらアグレッシブに演奏を行った。
MCの後には、「10年後の今日の日も」がアコースティックバージョンで披露された。
後半は、2004年から2024年までのジャケット写真などがコラージュされた20年の歴史を感じさせる映像から始まり、本ツアー時点で、グループの唯一のメンバー紹介曲「∞ o'clock」の本ツアー用のアレンジバージョン「SUPER ∞ o'clock」が披露され、ダイナミックにポップアップで登場した。「∞ o'clock」はこれまでのライブでも披露されてきたが、5人体制では今回が初披露となった。
シングル曲「前向きスクリーム!」が「"超"前向きスクリーム!」として披露された。同曲では、事前に「みんなで踊ろう！」をテーマにファンから募集したダンス動画がバックスクリーンに映し出されたほか、笑福亭鶴瓶や古田新太、南原清隆（ウッチャンナンチャン）、東京スカパラダイスオーケストラ、マツコ・デラックス、Perfumeといったグループやメンバーに縁のある著名人が同じくダンス動画でVTR出演した。これは、まず本ツアー全体として大倉いわく「自分たちだけの20年ではなかった」ということもあり「（これまで）お世話になった方々にも出演していただきたい」という気持ちがあったという。そこで、事前にファンからダンス動画を募集していたこともあり、出演を依頼する著名人の選定を5人で話し合ってまとめ、会社を通して各所属事務所にオファーを行ったという。
大倉以外のメンバー6人（当時）が30代の2014年に発売された「三十路少年」が、約10年の時を経て、大倉以外のメンバー4人が40代となった本ツアーでは「四十路少年」（よそじしょうねん）としてタイトルや歌詞が変更されたリアレンジバージョンで披露された。同曲の歌詞には「メールはキモい絵文字打つけど」などといった、当時の歌詞とは異なる自虐的フレーズなどが新たに追加された。
さらに、2009年に発表され、本ツアー時点で音源化されていない村上信五と丸山隆平のユニット曲「YOU CAN SEE」が披露された。同曲では、ムーディなライティングにウォームカラーのスポットライトが交差する中、ブラックでシックな衣装に身を包み、和の奥ゆかしさを漂わせた扇子を使ったパフォーマンスを行い、シリアスで色気のあるステージが展開された。
「Water Drop」では、関ジャニ∞として初の5大ドームツアーだった『KANJANI∞ 五大ドームTOUR EIGHT×EIGHTER おもんなかったらドームすいません』でも披露された「花道にかかった噴水のアーチをくぐり抜けながら、メンバーが歌い踊る」という演出が約13年ぶりに再現された。
後半の中盤では、静まり返った会場でスポットライトが照らされ、村上がグランドピアノをソロで演奏した。やがて「大阪ロマネスク」のフレーズへとつながり、メンバーがピアノの周りに集まって同曲の冒頭まで村上が演奏後、5人での歌唱となり、終盤にはストリングスも加わるなど壮大な演出となっていた。さらに、曲のラストで全員がステージから瞬間的に消え、それと同時に水の柱が一斉に吹き上がった。なお、このピアノソロはSUPER EIGHTと親交のあるピアニストの清塚信也が制作に携わっている。
後半のバンドスタイルでは、「ツブサニコイ」や「High Spirits」、「象」、「ズッコケ男道」、"超"勝手に仕上がれ」、「LIFE〜目の前の向こうへ〜」とこれまで様々なライブや音楽フェスティバルでも演奏されたロックナンバーが披露され、前半やアコースティックスタイルと合わせ、計10曲がバンドスタイル披露された。なお、横山はバンドスタイルの楽曲では、エレキ・ギターやアコースティック・ギター、トランペットと複数の楽器を使い分けて演奏した。
「象」では、10周年のタイミングでリリースされ、同曲の「10年後またここで会おうよ」という歌詞の通り、20周年の本ツアーで披露された。
本ツアーでは「ズッコケ男道」が前半での47都道府県ツアーの再現と、後半でのバンドスタイルの2パターンで披露された。
バンドスタイルでの最後の楽曲は、SUPER EIGHTのバンドスタイルを世の中に定着させた楽曲であり、初のバンドスタイルでのシングル表題曲、さらに7人体制で最後に披露した楽曲でもある「LIFE〜目の前の向こうへ〜」で締めくくった。
本編最後の楽曲は、本ツアーのために書き下ろされた新曲「LIFE GOES ON」が披露された。
アンコールでは、メンバーが過去の衣装を着用し、過去作のロゴをふんだんに使用した巨大フロートに乗って登場し、シングル表題曲や大阪松竹座時代に歌っていた楽曲など、計12曲がメドレーで披露された。
アンコールの最後の楽曲は、SUPER EIGHTがこれまで発表した楽曲のタイトルや歌詞、メロディーなどを散りばめた楽曲「軌跡とキセキ」が披露された。
東京・東京ドーム公演3日目（2024年12月23日開催）、千秋楽である大阪・京セラドーム大阪公演3日目（2025年1月13日開催）のみ、Wアンコールとして、「無限大」が披露された。
特に東京公演のWアンコールはメンバーも想定外であり、エイトコールに応えたメンバーが驚きながら登場し、曲を用意していなかったため一本締めで終わろうという雰囲気になるが、観客が「えー!?」と粘ったことで、大倉がすぐにスタッフと連携して準備を整え、「無限大」が急遽披露された。

## グッズ
※出典を参照。
| グッズタイトル                                                | 価格      |
| ------------------------------------------------------------- | --------- |
| 未完成うちわ（個人5種）                                       | 各1,000円 |
| 好きやねん、ポスター。（B1サイズ）                            | 900円     |
| フォトイッパイ（混合1種・個人5種）                            | 各900円   |
| シックスバッグ？ワンバッグやないか！                          | 2,500円   |
| 勝手に着やがれ                                                | 6,000円   |
| キミへのタオル（個人5種）                                     | 各2,000円 |
| 感謝=バッジ（個人5種）                                        | 各800円   |
| 前髪（をぐしゃぐしゃにしたり横に流したり）クリップ（個人5種） | 各1,200円 |
| 【横山裕プロデュース】 SUPER HAT                              | 3,500円   |
| 【村上信五プロデュース】 アニバーサリーコンプリートB∞K        | 3,500円   |
| 【丸山隆平プロデュース】 鍋つかみジャケ                       | 2,500円   |
| 【安田章大プロデュース】 安田章大が描いたステッカー           | 1,000円   |
| 【大倉忠義プロデュース】 ペンライトポーチ（個人5種）          | 各3,000円 |
| 生蒼写真セット 福岡 ver.（集合1種・個人5種）                  | 各800円   |
| 生蒼写真セット 東京 ver.（集合1種・個人5種）                  | 各800円   |
| 生蒼写真セット 大阪 ver.（集合1種・個人5種）                  | 各800円   |

- 会場販売とオンラインストア販売が共に実施され、オンラインストアの注文受付は2回に分けて行われた[53][54]。
- オンラインストア注文受付期間[53][54]。
  - 1次受付：2024年11月8日 - 14日
  - 2次受付：2025年1月13日 - 31日[注 43]

「生蒼写真セット」は、発表当初は「東京公演より順次追加販売。オンラインは全公演終了後に全種販売」としていたが、後に現地での販売を中止し、2025年1月24日よりオンラインストアのみの販売となった。
横山がプロデュースした「SUPER HAT」は、リバーシブル仕様のサファリハットとなっている。横山が帽子をグッズにしたきっかけは、2024年にSUPER EIGHTが様々音楽フェスティバルやイベントに参加した際に、帽子被っている観客が多いことに気が付き、その中で「SUPER EIGHTのファン」とすぐに分かるような帽子があればと考えたからである。また、フェスで被るだけでなく、サウナハットとしても使用できる上に洗濯もしやすく、屋外・屋内問わずに使える帽子という点から「SUPER HAT」と名付けたという。

### Always togetheR
会場限定グッズ「感謝=バッジ」の裏面にある二次元コードを読み取り、スマートフォンアプリ『LiveApp+』上でAR技術を用いた写真機能「Always togetheR」が導入された。
この機能では、購入したメンバーのアバター「BOY」を画面上に出現させながら風景を撮影することができるものである。なお、2025年3月31日までの期間限定の機能となっており、同グッズを購入していない場合でも、SUPER EIGHTのロゴマーク「クチビルくん」を出現させてARフォトを撮影することが可能となっている。